# Cornelis van der Aa
Cornelis van der Aa (gedoopt Leiden, 22 oktober 1749 – Amsterdam, 26 oktober 1815) was een Nederlandse boekhandelaar en schrijver.
Van der Aa was een zoon van greinwerker Cornelis van der Aa en Elisabeth van der Togt. Hij werd te Leiden in 1769 vrij-meester-boekverkoper, was van 1770 tot 1796 boekhandelaar en uitgever te Haarlem, waar hij wel in "82 Loosjes" St.-Eustatius genomen en hernomen uitgaf, doch spoedig als uiterst prinsgezind schrijver en uitgever optrad, dat hem voor de revolutie tot tal van winstgevende betrekkingen bracht, doch hem, vooral na zijn ontslag als stadsboekbinder in 1795, aan vervolging en mishandeling blootstelde. Door het schrijven van Mijne politicque denkwijze en het verkopen van Iets ter bemoediging van hun die niet hebben medegewerkt tot de revolutie des jaars 1795 werd hij in 1796 veroordeeld tot vijf jaren tuchthuisstraf en eeuwige verbanning uit Holland. In 1799 ontslagen, vestigde hij zich te Utrecht, waar hij tot 1807 van zijn pen en zijn handel leefde. In 1800 verspreidde hij er een antirevolutionair prospectus, dat hem 150 gulden boete kostte. In 1807 gaf hij de boekhandel op en verhuisde naar Amsterdam, waar hij de laatste acht jaar van zijn leven doorbracht en nog tal van geschiedkundige werken schreef. 
Behalve een aantal kleinere werkjes, meest van politieke aard, schreef hij: Mijne politicque denkwijze vrijmoedig geschetst (Haarlem 1795; in 6 maanden 4 drukken); Geschiedenis van den jongst geëindigden Oorlog (Amsterdam 1802-1808); Beknopt Handboekje der Vaderlandschen Geschiedenissen (Amsterdam 1800-1803); Atlas van de Zeehavens der Bataafsche Republiek (Amsterdam 1805); Geschiedenis van het Leven van Willem V (5 delen, Amsterdam 1806-1809); Geschiedenis der Vereenigde Nederlanden en derzelver buitenlandschen bezittingen (6 delen, Amsterdam 1804-1810); Echt verslag van de Gebeurenissen te Amsterdam en te Woerden in November en December 1813 (2 stukjes, Amsterdam 1813); De doorluchtige vorsten uit den huize Oranje-Nassau ('s-Gravenhage 1814); De Tyrannyen der Franschen in 1747 en 1795-1813 (Amsterdam 1814).